# Grand Prix Formule 1 van Duitsland 1958
De Grand Prix Formule 1 van Duitsland 1958 werd gehouden op 3 augustus op de Nordschleife van de Nürburgring in Nürburg. Het was de achtste race van het seizoen.

## Uitslag
Formule 2-wagens mochten aan deze race deelnemen (de resultaten hiervan zijn hieronder zichtbaar in "lichtgele" kleur).
| Pos. | Nr. | Coureur                 | Constructeur  | Rondes | Tijd / Oorzaak uitval | Grid | Punten |
| ---- | --- | ----------------------- | ------------- | ------ | --------------------- | ---- | ------ |
| 1    | 8   | Tony Brooks             | Vanwall       | 15     | 2:21:15.0             | 2    | 8      |
| 2    | 10  | Roy Salvadori           | Cooper-Climax | 15     | +3:29.7               | 6    | 6      |
| 3    | 11  | Maurice Trintignant     | Cooper-Climax | 15     | +5:11.2               | 7    | 4      |
| 4    | 4   | Wolfgang von Trips      | Ferrari       | 15     | +6:16.3               | 5    | 3      |
| 5    | 20  | Bruce McLaren           | Cooper-Climax | 15     | +6:26.3               | 12   |        |
| 6    | 21  | Edgar Barth             | Porsche       | 15     | +6:32.4               | 13   |        |
| 7    | 26  | Ian Burgess             | Cooper-Climax | 15     | +6:59.3               | 11   |        |
| 8    | 30  | Tony Marsh              | Cooper-Climax | 15     | +7:09.9               | 14   |        |
| 9    | 23  | Phil Hill               | Ferrari       | 15     | +7:45.5               | 10   |        |
| 10   | 12  | Cliff Allison           | Lotus-Climax  | 13     | +2 Rondes             | 24   | 0*     |
| 11   | 28  | Ivor Bueb               | Lotus-Climax  | 13     | +2 Rondes             | 16   |        |
| DNF  | 3   | Mike Hawthorn           | Ferrari       | 11     | Koppeling             | 1    |        |
| DNF  | 2   | Peter Collins           | Ferrari       | 10     | Dodelijk Ongeluk      | 4    |        |
| DNF  | 22  | Wolfgang Seidel         | Cooper-Climax | 9      | Ophanging             | 17   |        |
| DNF  | 6   | Harry Schell            | BRM           | 9      | Remmen                | 8    |        |
| DNF  | 27  | Christian Goethals      | Cooper-Climax | 4      | Benzinepomp           | 23   |        |
| DNF  | 25  | Graham Hill             | Lotus-Climax  | 4      | Oliepijp              | 22   |        |
| DNF  | 5   | Jean Behra              | BRM           | 4      | Ophanging             | 9    |        |
| DNF  | 18  | Carel Godin de Beaufort | Porsche       | 3      | Motor                 | 15   |        |
| DNF  | 17  | Hans Herrmann           | Maserati      | 3      | Motor                 | 20   |        |
| DNF  | 7   | Stirling Moss           | Vanwall       | 3      | Magneet               | 3    | 1S     |
| DNF  | 19  | Dick Gibson             | Cooper-Climax | 2      | Motor                 | 18   |        |
| DNF  | 29  | Brian Naylor            | Cooper-Climax | 1      | Benzinepomp           | 25   |        |
| DNF  | 24  | Jack Brabham            | Cooper-Climax | 1      | Botsing               | 19   |        |
| DNF  | 16  | Joakim Bonnier          | Maserati      | 1      | Ongeluk               | 21   |        |
| DNS  | 14  | Troy Ruttman            | Maserati      |        | Motor                 |      |        |

* Cliff Allison eindige als vijfde in een Formule 1-wagen maar kreeg geen 2 punten omdat er Formule 2-wagens voor hem eindigden.

## Statistieken
| Pole-position | Mike Hawthorn | Ferrari | 9:14.0 |
| Snelste ronde | Stirling Moss | Vanwall | 9:09.2 |

## Noot
- Dit was het debuut voor de Belgische coureur Christian Goethals en de Nieuw-Zeelandse coureur (en toekomstig Grand Prix-winnaar) Bruce McLaren - de eerste Nieuw-Zeelander in Formule 1.

1931 · 1932 · 1934 · 1935 · 1936 · 1937 · 1938 · 1939 · 1951 · 1952 · 1953 · 1954 · 1956 · 1957 · 1958 · 1959 · 1961 · 1962 · 1963 · 1964 · 1965 · 1966 · 1967 · 1968 · 1969 · 1970 · 1971 · 1972 · 1973 · 1974 · 1975 · 1976 · 1977 · 1978 · 1979 · 1980 · 1981 · 1982 · 1983 · 1984 · 1985 · 1986 · 1987 · 1988 · 1989 · 1990 · 1991 · 1992 · 1993 · 1994 · 1995 · 1996 · 1997 · 1998 · 1999 · 2000 · 2001 · 2002 · 2003 · 2004 · 2005 · 2006 · 2008 · 2009 · 2010 · 2011 · 2012 · 2013 · 2014 · 2016 · 2018 · 2019